# Peter Aschenbrenner
Peter Aschenbrenner, detto anche "Peter dell'Himalaya" (Ebbs, 6 maggio 1902 – Kufstein, 25 gennaio 1998), è stato un alpinista austriaco, partecipò alle spedizioni himalayane degli anni '30 e 50' del secolo scorso, riuscì a scalare circa 2.400 vette, di cui 400 tremila e 68 quattromila e fu inoltre un pioniere degli sport di montagna.

## Biografia
Peter Aschenbrenner nacque a Ebbs, nel Tirolo, il 6 maggio 1902. Fu alpinista, guida alpina e proprietario del rifugio allo Stripsenjochhaus. Divenne noto a livello internazionale principalmente grazie alle sue spedizioni himalayane negli anni '30 e '50 del secolo scorso, che gli valsero il soprannome di "Peter l'Himalayano". Fu membro dell'Österreichischer Alpenklub. Costruì la sua casa di montagna Aschenbrenner a 1.140 m sopra Kufstein. Nel 1930 progettò la “piccozza Aschenbrenner ”, che è ancora oggi in vendita in una forma migliorata. Peter Aschenbrenner morì a Kufstein il 25 gennaio 1998 all'età di 96 anni. Le sue spedizioni al Nanga Parbat sono state storicamente esaminate da Markus Kronthaler nel 2004 e nel 2005.

## Le spedizioni Himalayane
- 1932: Spedizione tedesco-americana sull'Himalaya - Chongra Peak (6.830 m), Rakhiot Peak (7.070 m), Nanga Parbat (incidente sotto la Silver Saddle, alta 7.400 m )
- 1934, seconda spedizione tedesca al Nanga Parbat (fermata a 7.895 m)
- 1953, Nanga Parbat, come capo spedizione alpinistica - Durante questa spedizione, la prima salita fu effettuata da Hermann Buhl. Hans Ertl realizzò il documentario "Nanga Parbat"  su questa spedizione .

## La spedizione himalayana
Aschenbrenner era già membro della spedizione alpinistica tedesco-americana al Nanga Parbat del 1932 sotto la guida di Willy Merkl. La salita sarebbe dovuta avvenire dal lato del Rakhiot Peak. Gli alpinisti arrivarono a poche centinaia di metri dalla “porta” della zona sommitale, la Silbersattel, ma non s riuscirono a raggiungere la vetta. Durante questa spedizione, Peter Aschenbrenner, insieme a Hugo Hamberger, effettuò la prima scalata del Chongra Peak (6.448 m)  e con Herbert Kunigk quella del Rakhiot Peak, alto 7.070 metri.
Aschenbrenner partecipò alla disastrosa spedizione tedesca al Nanga Parbat del 1934 guidata sempre da Willy Merkl, che causò numerose vittime. Sotto i nazionalsocialisti l'impresa divenne un affare nazionale. Altri membri includevano Erwin Schneider e Willi Bernard. Alfred Drexel morì di polmonite nel Campo II. Il mal di montagna, gli uragani e la neve fresca costrinsero Aschenbrenner e Schneider a tornare indietro a 7.895 m. Uli Wieland, Willo Welzenbach, Willy Merkl e sei portatori sherpa ebbero un incidente mortale durante la discesa nella tempesta di neve.
Nel 1953 Aschenbrenner fu finalmente nominato capospedizione per un'altra spedizione sul Nanga Parbat,  nella quale Hermann Buhl riuscì a conquistare la vetta per la prima volta il 3 luglio 1953 intorno alle 19:00.

## Alpinismo/arrampicata
Aschenbrenner realizzò importanti prime salite nel Wilder Kaiser come ad esempio la torre di Cristo “Südostkante”, il Fleischbank “Aschenbrenner-Lucke” e la parete sud. Il 12 e 13 settembre 1933 scalò una variante diretta sulla parete N della Große Zinne insieme al fratello minore Paul in occasione della seconda salita. I fratelli furono la seconda squadra a completare la parete nord della Königspitze nel 1935. In totale Aschenbrenner riuscì a scalare circa 2.400 vette, di cui 400 tremila e 68 quattromila.
- 1928 Prima salita dello spigolo sud-est della Christaturm “Christakante”, V/A0 ( UIAA ), 200 m, 2.170 m (Wilder Kaiser)
- 1928 Prima salita del Grundschartner-Nordkante, V+/A0 (UIAA), 900 m, 3.064 m (Alpi della Zillertal)
- 1928 Prima salita dello spigolo nordoccidentale del Mugler (Alpi della Zillertal)
- 1929 10a salita del Fleischbank - parete sud-est “Wießner-Rossi”, V+ (UIAA), 2.187 m (Wilder Kaiser)
- 1930 Prima salita della parete sud del “Alte Südwand”, V+/A0 (UIAA), 300 HM, 2275 m (Wilder Kaiser)
- 1930 Prima salita della parete est del Fleischbank “Nördlicher Weg”, 2.187 m (Wilder Kaiser)
- 1930 Prima salita della parete est del Fleischbank “Aschenbrenner-Lucke”, VI+/A0 (UIAA), 500 km, 2.187 m (Wilder Kaiser)
- 1931 salita del Monte Bianco - versante della Brenva (Mooresporn), III (UIAA), 50°, 1500 HM, 4.807 m (zona Monte Bianco)
- 1931 Weisshorn -Ostgrat, 4.505 m (Alpi vallesi)
- 1932 partecipante alla spedizione tedesco-americana del Nanga Parbat (Himalaya, Pakistan)
- 1932 partecipante alla spedizione sul Nanga Parbat e prima salita del Chongra Peak, 6.848 m (Himalaya, Pakistan) e prima salita del Rakhiot Peak 7.070 m (Himalaya, (Pakistan)
- 1933 Prima salita del Friedrichsturm-Ostkante, III (UIAA) (Wilder Kaiser)
- 1933 Seconda salita (prima variante diretta), Grande Pinnacolo parete nord “Comiciühre”, VI+ (UIAA), 400 m, 2.998 m (Dolomiti di Sesto)
- 1934 Prima salita della parete nord del Travnik, via Aschenbrenner V-VI (UIAA), prima salita di Peter Aschenbrenner e Tiefenbrunner nel 1934
- 1934 partecipante alla spedizione del Nanga Parbat sulla Silbersattel, 7.895 m (Himalaya, Pakistan)
- 1934 Salita al Southern Chongra Peak, 6.400 m (Himalaya, Pakistan)
- 1935 Seconda salita della Königspitze - parete nord, IV (UIAA), ghiaccio 60°, 625 m, 3.859 m (Gruppo dell'Ortles)
- 1937 Prima salita del versante nordoccidentale del Fleischbank “Nordwestpfeiler”, IV (UIAA), 300 m (Wilder Kaiser)
- 1937 Prima salita dell'Äbeni Flue - parete nord “Direkt”, 750 m, 55°, 3960 m (Alpi Bernesi)

## Pubblicazione
- "La parete nord della Grande Zinne". In: Giornale alpino tedesco . 28° anno, n. 11 , 1933.